# ФК „Белци“
ФК „Белци“ (на молдовски: FC Bălți) е молдовски футболен клуб от град Белци. Играе в Националната дивизия на Молдова на Молдова. Отборът играе домакинските си мачове на „Градския стадион“ в Белци с капацитет 5 953 места. Носител на Купата на страната за 2015/16.

## История
През 1984 г. Молдавската ССР получава право за участие на три отбора във втората лига на шампионата на СССР. В този момент съществуват два отбора: „Автомобилист“ Тираспол и „Пищевик“ Бендери. За третото място претендира „Белци“, където е създаден клуб с името „Заря“. Клубът учавства във втората лига на СССР до разпадането на Съветския съюз.

## История на имената на клуба
| Години    | Име                      |
| 1984-1991 | Заря FC Zaria Bălți      |
| 1992-2014 | Олимпия FC Olimpia Bălți |
| 2014-2019 | Заря FC Zaria Bălți      |
| 2020-     | Белци FC Bălți           |

## Успехи
- Национална дивизия на Молдова:
  -  Бронзов медал (2): 1994/95, 2009/10
- Купа на Молдова:
  -  Носител (1): 2015/16
  -  Финалист (3): 2010/11, 2016/17, 2022/23
- Суперкупа на Молдова:
  -  Финалист (1): 2016
- Дивизиона „А“: (2 ниво)
  -  Победител (1): 2020/21

## Български футболисти
- Тихомир Трифонов: 2017/18 (13 мача - 1 гол)